# Давидів (станція)
Дави́дів — проміжна залізнична станція 4-го класу Львівської дирекції залізничних перевезень Львівської залізниці на неелектрифікованій лінії Львів — Ходорів між станціями Сихів (7,5 км) та Старе Село (6 км). Розташована у селі Давидів Львівського району Львівської області.

## Пасажирське сполучення
На станції зупиняються приміські поїзди сполученням Львів — Ходорів, а також вантажні поїзди для проведення технічних операцій.